# Janet Beecher
Janet Beecher, nata Janet Meysenburg (Jefferson City, 21 ottobre 1884 – Washington, 6 agosto 1955), è stata un'attrice statunitense.

## Filmografia parziale
- Rinunzie (Gallant Lady), regia di Gregory La Cava (1934)
- The Last Gentleman, regia di Sidney Lanfield (1934)
- The President Vanishes, regia di William A. Wellman (1934)
- The Mighty Barnum, regia di Walter Lang (1934)
- Let's Live Tonight, regia di Victor Schertzinger (1935)
- La rosa del sud (So Red the Rose), regia di King Vidor (1935)
- L'angelo delle tenebre (The Dark Angel), regia di Sidney A. Franklin (1935)
- Love Before Breakfast, regia di Walter Lang (1936)
- The Good Old Soak, regia di J. Walter Ruben (1937)
- Between Two Women, regia di George B. Seitz (1937)
- La grande città (Big City), regia di Frank Borzage (1937)
- My Dear Miss Aldrich, regia di George B. Seitz (1937)
- Rosalie, regia di W. S. Van Dyke (1937)
- Judge Hardy's Children, regia di George B. Seitz (1938)
- Say It in French, regia di Andrew L. Stone (1938)
- La vita di Vernon e Irene Castle (The Story of Vernon and Irene Castle), regia di H.C. Potter (1939)
- La strage di Alamo (Man of Conquest), regia di George Nicholls Jr. (1939)
- L'assassino è in casa (Slightly Honorable), regia di Tay Garnett (1939)
- Paradiso proibito (All This, and Heaven Too), regia di Anatole Litvak (1940)
- Il segno di Zorro (The Mark of Zorro), regia di Rouben Mamoulian (1940)
- Tzigana (Bitter Sweet), regia di W. S. Van Dyke (1940)
- Lady Eva (The Lady Eve), regia di Preston Sturges (1941)
- La vedova di West Point (West Point Widow), regia di Robert Siodmak (1941)
- A Very Young Lady, regia di Harold D. Schuster (1941)
- The Parson of Panamint, regia di William C. McGann (1941)
- Vento selvaggio (Reap the Wild Wind), regia di Cecil B. DeMille (1942)
- Hi, Neighbor, regia di Charles Lamont (1942)
- Rivalità (Silver Queen), regia di Lloyd Bacon (1942)